# Bernhards (Gemeinde Kottes-Purk)
Bernhards ist eine Ortschaft und eine Katastralgemeinde der Gemeinde Kottes-Purk im Bezirk Zwettl in Niederösterreich.
Der Ort liegt östlich von Kottes oberhalb auf einer Bergkuppe, durch den Ort für die Landesstraße L78. Zum Ortsgebiet zählt auch die Einzellage Stampfhäusel, nördlich an der Kleinen Krems gelegen.

## Siedlungsentwicklung
Zum Jahreswechsel 1979/1980 befanden sich in der Katastralgemeinde Bernhards insgesamt 6 Bauflächen mit 3.602 m² und 6 Gärten auf 7.398 m², 1989/1990 gab es 6 Bauflächen. 1999/2000 war die Zahl der Bauflächen auf 26 angewachsen und 2009/2010 bestanden 13 Gebäude auf 30 Bauflächen.

## Geschichte
Der Ort wird spätestens 1309 zum ersten Mal schriftlich erwähnt.
Im Eintrag der Josephinischen Fassion aus Jahre 1786/87 gab es im heutigen Ort 4 Häuser.
Im Jahr 1822 wurde der Ort als Dorf mit vier Häusern genannt, das nach Kottes eingepfarrt war, wohin auch die Kinder eingeschult wurden. Die Herrschaft Prandhof besaß die Ortsobrigkeit, übte die Landgerichtsbarkeit aus, besorgte die Konskription und hatte die Grundherrschaft inne.
Nach der Entstehung der Ortsgemeinden 1849 wurde der Ort eine Katastralgemeinde der Ortsgemeinde Kottes.
Laut Adressbuch von Österreich waren im Jahr 1938 in Bernhards drei Landwirte mit Direktverkauf ansässig.
Im Zuge der Niederösterreichischen Kommunalstrukturverbesserung wurde der Ort durch die Auflösung der Gemeinde Reichpolds am 1. Januar 1967 ein Teil der Gemeinde Kottes-Purk.

## Bodennutzung
Die Katastralgemeinde ist landwirtschaftlich geprägt. 50 Hektar wurden zum Jahreswechsel 1979/1980 landwirtschaftlich genutzt und 21 Hektar waren forstwirtschaftlich geführte Waldflächen. 1999/2000 wurde auf 42 Hektar Landwirtschaft betrieben und 24 Hektar waren als forstwirtschaftlich genutzte Flächen ausgewiesen. Ende 2018 waren 36 Hektar als landwirtschaftliche Flächen genutzt und Forstwirtschaft wurde auf 24 Hektar betrieben. Die durchschnittliche Bodenklimazahl von Bernhards beträgt 22,9 (Stand 2010).